# Maurizio Zaccaro
Maurizio Zaccaro (nascut el 8 de maig de 1952 a Milà) és un director de cinema italià, director de fotografia, editor de cinema i guionista.

## Biografia
Maurizio Zaccaro va néixer a Milà. Després d'acabar els seus estudis a l'Escola de Cinema de Milà (1977) va començar a treballar amb Ermanno Olmi i al mateix temps va desenvolupar diversos curtmetratges.
Però amb el debut de la seva pel·lícula Dove comincia la notte (1990), una pel·lícula de terror, va rebre el premi David di Donatello al millor director novell i va entrar en el negoci de la realització de cinema. Aquesta primera pel·lícula, totalment rodada als Estats Units, és també una de les poques que no va escriure ell mateix.
Dos anys més tard va seguir la seva segona pel·lícula La valle di pietra (1992) encara que no es va estrenar a l'estranger. Aquesta pel·lícula va ser l'adaptació cinematogràfica d'una novel·la de l'escriptor austríac Adalbert Stifter. Un parell d'anys més tard, l'excel·lent l'Articolo 2 (1994), una pel·lícula amb un estil que recorda les pel·lícules del neorealisme italià amb una atmosfera gairebé poètica. L'articolo 2 va guanyar el premi Solinas al millor guió.
El 1996, Zaccaro va fer la pel·lícula de guerra Il carniere, que també va guanyar el premi David di Donatello al millor actor secundari, Leo Gullotta. Més tard va dirigir Un uomo perbene (1999), un thriller legal sobre Enzo Tortora, un conegut presentador de la televisió italiana. Un uomo perbene va guanyar el premi premi Pasinetti al 56a Mostra Internacional de Cinema de Venècia 1999, un altre David di Donatello al millor actor secundari i un Nastro d'argento al millor guió. Zaccaro també va mostrar la seva habilitat per dirigir pel·lícules de televisió amb La missione (1997), Un dono semplice (2000), Cuore (2001), i I ragazzi della via Pal (2003). Algunes altres de les seves pel·lícules per a televisió amb més èxit van ser Al di là delle frontiere (2004), Mafalda di Savoia (2005), O Professore (2006), "Lo smemoreato di collegno" i "Le ragazze dello swing" premiats al Festival de Montecarlo i Xangai com a millor director.
| «                                                                             | “En escriure, preparar i rodar una pel·lícula, estic segur d'una cosa: no puc agradar a tothom amb cada decisió que prenc. Aquesta certesa em fa sentir lliure i fàcil, com la ploma flotant a Forrest Gump. Per tant, el que compta és només la qualitat del meu treball". | » |
| — Maurizio Zaccaro - Roda de premsa, 66è Festival de Cinema de Venècia (2009) | |   |

## Filmografia

### Cinema
- R.A.F. (Reperto Archeologico Filmico) – curtmetratge (1979)
- Overkill – curtmetratge (1981)
- In coda della coda (1989)
- Dove comincia la notte (1991)
- La valle di pietra (1992)
- L'Articolo 2 (1993)
- Testa Matta (Cervellini fritti impanati)
- Il carniere (1997)
- Un uomo perbene (1999)
- Nour (2019)

### Televisió
- La missione – minisèrie (1998)
- Cristallo di rocca - Una storia di Natale – telefilm (1999)
- Un dono semplice – telefilm (2000)
- Cuore – minisèrie, 5 episodis (2001)
- I ragazzi della via Pál – minisèrie (2003)
- Al di là delle frontiere – minisèrie, 2 episodi (2004)
- Il bell'Antonio – minisèrie (2005)
- Mafalda di Savoia - Il coraggio di una principessa – minisèrie (2006)
- Il bambino della domenica – minisèrie (2008)
- 'O professore – minisèrie (2008)
- Lo smemorato di Collegno – minisèrie (2009)
- Le ragazze dello swing – minisèrie (2010)
- A testa alta - I martiri di Fiesole – telefilm (2014)
- Il sindaco pescatore – telefilm (2016)
- Giustizia per tutti – minisèrie (2022)
- Fernanda – telefilm (2023)

### Documentals
- Il piccolo (2009)
- Un foglio bianco - Appunti su il villaggio di cartone (2011)
- Come voglio che sia il mio futuro (2012)
- Adelante Petroleros! L'oro nero dell'Ecuador (2013)
- Il piccolo fiume - Luoghi e persone di cui voglio riferire (2014)
- La felicità umana - Human Happiness (2016)